# ژان یکم، پادشاه فرانسه
ژان یکم دارای فرنام پس از مرگ پدر زاده شده (به فرانسوی: Jean Ier le Posthume) (زاده ۱۵ نوامبر ۱۳۱۶ – مرگ ۲۰ نوامبر ۱۳۱۶ میلادی) از هنگام زاییده شدنش پادشاه فرانسه و ناوار شد و پس از پنج روز درگذشت.
ژان به مدت چهار روز تحت نیابت سلطنت عمویش، فیلیپ، کنت پوآتیه، تا زمان مرگش در ۱۹ نوامبر ۱۳۱۶ سلطنت کرد. مرگ او به سه قرن جانشینی پدر به پسر بر تخت سلطنت فرانسه پایان داد. پادشاه نوزاد در کلیسای سن-دنی به خاک سپرده شد. عمویش، فیلیپ، با عنوان فیلیپ پنجم، جانشین او شد که مشروعیت مورد مناقشه او منجر به تأیید مجدد قانون سالیک شد که زنان را از خط جانشینی تاج و تخت فرانسه محروم می‌کرد.

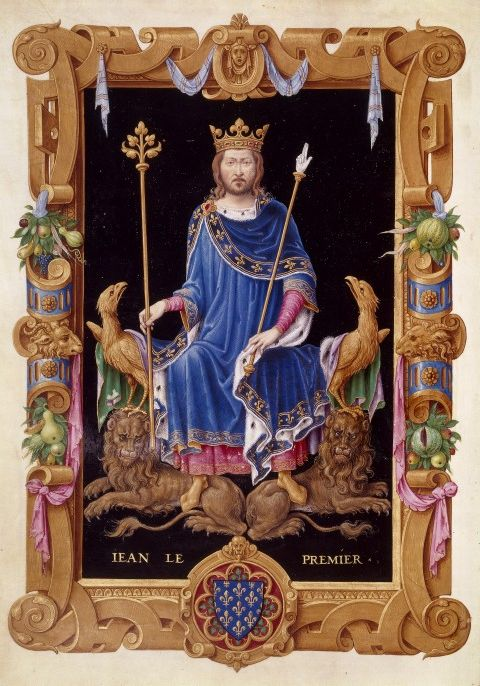
نگاره‌ای نمادین از ژان یکم، دوره رنسانس

## زندگی
او پسر لوئی دهم و کلمانتیا مجاری بود. پدرش پیش از به دنیا آمدنش و در حالیکه فرزند پسری نداشت، درگذشت.
بزرگان فرانسه پنج ماه منتظر ماندند تا کلمانتیا که باردار بود زایمان کند تا شاید پسری برای جانشینی پدر به دنیا بیاورد. سرانجام فرزند کلمانتیا پسر بود و از همان هنگام زاده شدن به پادشاهی رسید ولی پنج روز بیشتر زنده نماند.
برخی بر این باورند که عمویش فیلیپ (بعدها فیلیپ پنجم) در نابودی نوزاد دست داشته‌است تا خود به پادشاهی برسد. داستان‌هایی در دست است که در آنها گفته شده که فیلیپ نوزاد را در گهواره ربود و پیکر بیجان نوزادی دیگر را به جای او گذاشت.
پادشاه نوزاد را در کلیسای سن‌دنی به خاک سپردند و عمویش فیلیپ که در آن پنج روز نماینده و نایب شاه بود نیز به جانشینی رسید.
مدعی دیگر پادشاهی خوآنا خواهر ناتنی چهارساله پادشاه مرده بود اما طبق قانون سالیک تا آن زمان یک دختر نمی‌توانست در فرانسه به پادشاهی برسد ولی می‌توانست برپایه قانون زمینداری ملکی را به ارث برد آنچنان که پادشاهی ناوار به خوآنا ارث رسید.